# Kafr Sarsamus
Kafr Sarsamus (arab. كفر سرساموس) – miejscowość w Egipcie, w muhafazie Al-Minufijja. W 2006 roku liczyła 1533 mieszkańców.